# 전만중
전만중(田萬重, 1908년 7월 14일 경북 울진 ~ 1975년 12월 11일)은 제3,4대 국회의원을 지낸 대한민국의 정치인이다.

## 약력
- 울진 제동학교 졸업
- 만주 대동상고 교사
- 호국청년대 울진군 대장
- 대한청년단 울진군 단장
- 독립촉성국민회 울진군 부지부장
- 자유당 중앙위원

## 역대 선거 결과
|  | 67.58% |

|  | 59.94% |

## 참고자료
- 전만중 - 대한민국헌정회